# 18292 Zoltowski
18292 Zoltowski (1977 FB) là một tiểu hành tinh vành đai chính.